# Radiant (Einheit)

Der Winkel, der auf dem Kreisumfang die Länge des Radius markiert, beträgt 1 rad, der Vollwinkel also rad.

Der Radiant (Einheitenzeichen: rad) ist ein Winkelmaß, bei dem der Winkel durch die Länge des entsprechenden Kreisbogens im Einheitskreis angegeben wird. Wegen der Betrachtung des Kreisbogens zur Kennzeichnung des Winkels wird die Angabe „im Bogenmaß“ auch Bogenwinkel genannt.
Die Bogenlänge eines gegebenen Winkels  ist proportional dem Radius {\displaystyle r}. Auf einem Kreis mit 5 cm Radius markiert ein Winkel von 1 rad also einen 5 cm langen Bogen. Der Vollkreis (360°) hat die Bogenlänge {\displaystyle U=2}{\displaystyle \pi }{\displaystyle r}, also beträgt der Vollwinkel {\displaystyle 2\pi } rad.
In vielen Berechnungen der Physik und der Mathematik ist das Bogenmaß das zweckmäßigste Winkelmaß, siehe etwa Winkelgeschwindigkeit und Sinus und Kosinus.
Im Internationalen Einheitensystem (SI) ist Radiant der besondere Name für die kohärente, abgeleitete SI-Einheit m/m mit der Dimension Zahl. Er ist also eine Hilfsmaßeinheit und kann in Rechnungen einfach durch 1 ersetzt werden, d. h. 1 rad = 1. Die Einheit kann mit SI-Präfixen kombiniert werden, beispielsweise mrad für Milliradiant oder μrad für Mikroradiant.
In der Praxis wird das nachgestellte Einheitenkürzel rad häufig dann weggelassen, wenn das Winkelmaß als Vielfaches von {\displaystyle \pi } angegeben wird, da dann eine Verwechslung mit den Angaben in Winkelgrad ° oder in gon unwahrscheinlich ist.

## Umrechnung zwischen Radiant und Grad
| Grad                                   | Radiant                                                           |
| -------------------------------------- | ----------------------------------------------------------------- |
| {\displaystyle 180^{\circ }}           | {\displaystyle \pi \approx 3{,}1416}                              |
| {\displaystyle 90^{\circ }}            | {\displaystyle {\frac {1}{2}}\pi \approx 1{,}5708}                |
| {\displaystyle 45^{\circ }}            | {\displaystyle {\frac {1}{4}}\pi \approx 0{,}7854}                |
| {\displaystyle 57^{\circ }\,17'\,45''} | {\displaystyle \approx 1}                                         |
| {\displaystyle 57{,}29577951^{\circ }} | {\displaystyle \approx 1}                                         |
| {\displaystyle 1^{\circ }}             | {\displaystyle {\frac {\pi }{180}}\approx 17{,}45\,{\text{mrad}}} |
| {\displaystyle 3{,}44'}                | {\displaystyle 1\,{\text{mrad}}=0{,}001}                          |
| {\displaystyle 1''}                    | {\displaystyle 4{,}85\,\mu {\text{rad}}}                          |

Wissenschaftliche Taschenrechner berechnen Winkelfunktionen wahlweise in Grad oder in Radiant, manchmal zusätzlich auch in Gon, wo der Vollwinkel 400 gon umfasst. Die Modi zur Berechnung heißen auf den meisten Taschenrechnern „DEG“ (von englisch degree für Grad) für das Gradmaß, „RAD“ für das Bogenmaß und „GRD“, „GRA“ oder „GRAD“ für das Gon-Winkelmaß, und sind manchmal über eine Kombitaste „DRG“ (von den Anfangsbuchstaben der Einheiten) zyklisch umschaltbar.
Winkelfunktionen in mathematischen Bibliotheken für Programmiersprachen und in Programmen zur Tabellenkalkulation verwenden in der Regel das Bogenmaß, Gradangaben müssen daher meist umgerechnet werden. Der Vollwinkel hat 2 {\displaystyle \pi } Radiant oder 360 Grad, daher gilt:
{\displaystyle 2\pi \,\mathrm {rad} =360^{\circ }}
{\displaystyle 1\,\mathrm {rad} ={\frac {360^{\circ }}{2\pi }}={\frac {180^{\circ }}{\pi }}\approx 57{,}29577951^{\circ }}
oder:
{\displaystyle 1^{\circ }={\frac {2\pi }{360}}\,\mathrm {rad} ={\frac {\pi }{180}}\,\mathrm {rad} \approx 0{,}017453293\,\mathrm {rad} }
Der Faktor für die Umrechnung von Radiant auf Grad ist also {\displaystyle {\frac {180^{\circ }}{\pi }}\ \left(=1\,\mathrm {rad} =1\right)}
Beispiele:
- {\displaystyle \alpha ={\frac {3}{2}}\,\pi \,\mathrm {rad} ={\frac {3}{2}}\,\pi \cdot {\frac {180^{\circ }}{\pi }}={\frac {3}{2}}\cdot 180^{\circ }=270^{\circ }}
- {\displaystyle \beta =45^{\circ }=45^{\circ }\cdot {\frac {\pi }{\displaystyle 180^{\circ }}}={\frac {\pi }{4}}={\frac {\pi }{4}}\,\mathrm {rad} }

## Historisches
Im SI war zunächst offengelassen worden, ob Radiant und Steradiant abgeleitete Einheiten oder Basiseinheiten sind; für beide wurde die Klasse der „ergänzenden Einheiten“ geschaffen. 1980 empfahl das CIPM, diese ergänzenden Einheiten als abgeleitete zu interpretieren. Dem folgte 1995 die 20. CGPM und beschloss die Aufhebung der Klasse der ergänzenden Einheiten.